# Virtus Pallacanestro Bologna 2007-2008
Questa voce raccoglie le informazioni riguardanti la Virtus Pallacanestro Bologna nelle competizioni ufficiali della stagione 2007-2008.

## Stagione
La stagione 2007-2008 della Virtus Pallacanestro Bologna sponsorizzata La Fortezza è la 70ª nel massimo campionato italiano di pallacanestro, la Serie A.
Nella successiva estate la squadra che aveva conquistato il secondo posto viene completamente rivoluzionata. Rimangono Brett Blizzard, Guilherme Giovannoni, il capitano Fabio Di Bella, Andrea Michelori (il quale, però, verrà a lungo messo fuori rosa per problemi contrattuali, ed esordirà in campionato solo il 27 gennaio) e il centro Andrea Crosariol, al secondo anno di prestito dalla Benetton Treviso.
A questi si aggiunge l'esperto Roberto Chiacig, l'ex azzurro Luca Garri e gli americani Delonte Holland, Alan Anderson, Will Conroy e Dewarick Spencer, quest'ultimo MVP nel campionato Francese appena concluso. Cambia anche l'allenatore: passato a Milano l'autore della rinascita della Virtus, Zare Markovski, ecco arrivare Stefano Pillastrini, allenatore noto per la sua capacità di far crescere i ragazzi giovani, ma anche per la sua crescita professionale avvenuta in gran parte sulle panchine delle giovanili della Fortitudo Bologna. Dopo un buon avvio di stagione, la squadra inanella una serie di prestazioni deludenti sia in campionato che in Eurolega che creano altro malcontento nella tifoseria.
A novembre i primi aggiustamenti nel roster: viene ingaggiato Donnie McGrath e poco dopo viene tagliato Conroy. Il 3 dicembre Sabatini annuncia da aver acquistato dall'Olimpia Milano il playmaker italiano Massimo Bulleri. Il 21 gennaio, in seguito ad una sconfitta casalinga al supplementare contro Avellino, viene esonerato Stefano Pillastrini. Al suo posto viene ingaggiato Renato Pasquali, già in Virtus dal 1989 al 1993 come assistente di Ettore Messina. In Coppa Italia, le cui Final Eight si disputano a Bologna, la squadra si compatta e riesce a raggiungere la finale, ma perde sul filo di lana contro la rivelazione Avellino. Le partite a seguire in campionato non confermano però quanto di buono mostrato in Coppa Italia. A seguito della sconfitta interna con Pesaro (gara di esordio di Bulleri in maglia bianconera), che compromette le residue speranze di raggiungere i play-off, Spencer, reo di essersi rifiutato di tornare in campo e protagonista di una veemente sfuriata finale, viene messo definitivamente in tribuna. A fine febbraio, alla vigilia del sentito derby cittadino, viene ceduto il capitano Fabio Di Bella all'Armani Jeans Milano e si acquista il belga di passaporto italiano Dimitri Lauwers. Durante la stagione Claudio Sabatini provvede ad acquistare il PalaMalaguti dalla società Forumnet del Gruppo Cabassi.

## Roster
Aggiornato al 29 dicembre 2021
| La Fortezza Virtus Bologna 2007-2008 | La Fortezza Virtus Bologna 2007-2008 |
| Giocatori                            | Staff tecnico                        |
| ------------------------------------ | ------------------------------------ |

| N. | Naz.                                        | Ruolo | Nome                     | Anno | Alt.   | Peso   |  |
| -- | ------------------------------------------- | ----- | ------------------------ | ---- | ------ | ------ |  |
| 5  | Stati Uniti (bandiera)                      | AP    | Delonte Holland          | 1982 | 200 cm | 100 kg |  |
| 6  | Stati Uniti (bandiera)                      | G     | Dewarick Spencer         | 1982 | 193 cm | 90 kg  |  |
| 7  | Stati Uniti (bandiera) · Italia (bandiera)  | G     | Brett Blizzard           | 1980 | 191 cm | 88 kg  |  |
| 8  | Stati Uniti (bandiera)                      | P     | Will Conroy              | 1982 | 187 cm | 88 kg  |  |
| 8  | Stati Uniti (bandiera)                      | P     | Travis Best              | 1972 | 180 cm | 83 kg  |  |
| 9  | Stati Uniti (bandiera)                      | AP    | Alan Anderson            | 1982 | 198 cm | 98 kg  |  |
| 11 | Italia (bandiera)                           | C     | Andrea Crosariol         | 1984 | 210 cm | 110 kg |  |
| 12 | Brasile (bandiera) · Italia (bandiera)      | AG    | Guilherme Giovannoni (C) | 1980 | 202 cm | 104 kg |  |
| 13 | Italia (bandiera)                           | G     | Riccardo Moraschini      | 1991 | 193 cm | 82 kg  |  |
| 13 | Italia (bandiera)                           | PG    | Massimo Bulleri          | 1977 | 188 cm | 83 kg  |  |
| 14 | Italia (bandiera)                           | C     | Roberto Chiacig          | 1974 | 210 cm | 116 kg |  |
| 15 | Italia (bandiera)                           | AG    | Andrea Michelori         | 1978 | 202 cm | 108 kg |  |
| 16 | Italia (bandiera)                           | P     | Fabio Di Bella (C)       | 1978 | 186 cm | 83 kg  |  |
| 17 | Rep. Dominicana (bandiera)                  | G     | Jean Carlos Canelo       | 1989 | 185 cm | 80 kg  |  |
| 17 | Serbia (bandiera) · Italia (bandiera)       | P     | Stevan Stojkov           | 1989 | 182 cm | 70 kg  |  |
| 18 | Italia (bandiera)                           | AG    | Federico Lestini         | 1983 | 203 cm | 99 kg  |  |
| 18 | Belgio (bandiera) · Italia (bandiera)       | G     | Dimitri Lauwers          | 1979 | 187 cm | 83 kg  |  |
| 19 | Italia (bandiera)                           | A     | Matteo Da Ros            | 1989 | 202 cm | 90 kg  |  |
| 20 | Italia (bandiera)                           | AC    | Luca Garri               | 1982 | 207 cm | 103 kg |  |
| 21 | Stati Uniti (bandiera) · Irlanda (bandiera) | G     | Donnie McGrath           | 1984 | 193 cm | 90 kg  |  |
| -  | Italia (bandiera)                           | AG    | Stefano Masciadri        | 1989 | 198 cm | 95 kg  |  |
| -  | Italia (bandiera)                           | AG    | Michele Novi             | 1988 | 204 cm |        |  |
| -  | Italia (bandiera)                           | A     | Riccardo Pederzini       | 1989 | 196 cm | 90 kg  |  |
| -  | Italia (bandiera)                           | P     | Claudio Tommasini        | 1991 | 197 cm | 95 kg  |  |

| Allenatore                                                                      |
| - Stefano Pillastrini (fino al 23 gennaio) - Renato Pasquali (dal 23 gennaio)   |
| Assistente/i                                                                    |
| - Daniele Cavicchi - Mattia Ferrari Legenda - (C) Capitano - Infortunato Roster |

## Mercato

### Sessione estiva
| Acquisti | Acquisti         | Acquisti             | Acquisti         | Acquisti |
| R.a      | Nome             | da                   | Modalità         |          |
| -------- | ---------------- | -------------------- | ---------------- | -------- |
| P        | Will Conroy      | Tulsa 66ers          | definitivo       |          |
| G        | Dewarick Spencer | Roanne               | definitivo       |          |
| AP       | Alan Anderson    | Charlotte Bobcats    | definitivo       |          |
| C        | Roberto Chiacig  | Valencia             | definitivo       |          |
| AC       | Luca Garri       | Virtus Roma          | definitivo       |          |
| AP       | Delonte Holland  | Pall. Varese         | definitivo       |          |
| A        | Matteo Da Ros    | Forti e Liberi Monza | definitivo       |          |
| AG       | Federico Lestini | Viola R. Calabria    | definitivo       |          |
| C        | Andrea Crosariol | Pall. Treviso        | rinnovo prestito |          |

| Cessioni | Cessioni             | Cessioni          | Cessioni         | Cessioni |
| R.       | Nome                 | a                 | Modalità         |          |
| -------- | -------------------- | ----------------- | ---------------- | -------- |
| AC       | Ilian Evtimov        | Skyl. Francoforte | fine contratto   |          |
| C        | Kris Lang            | Azov. Mariupol'   | fine contratto   |          |
| P        | Travis Best          | Sopot             | fine contratto   |          |
| AP       | Prodromos Nikolaidīs | Egaleo            | fine contratto   |          |
| A        | Christian Drejer     | Virtus Roma       | fine contratto   |          |
| G        | Óscar Gugliotta      | Orlandina         | fine contratto   |          |
| AC       | Tyrone Grant         | Veroli Basket     | fine contratto   |          |
| GA       | Vladimir Petrovic    | Mega Belgrado     | fine contratto   |          |
| P        | Vlado Ilievski       | Mens Sana Siena   | fine contratto   |          |
| C        | Andreas Glyniadakīs  | Maroussi          | fine contratto   |          |
| AP       | Dušan Vukčević       | Olimpia Milano    | fine contratto   |          |
| C        | Francesco Quaglia    | Modena Basket     | fine contratto   |          |
| C        | Riccardo Malagoli    | Basket Livorno    | prestito         |          |
| C        | Paolo Barlera        | Pall. Biella      | rinnovo prestito |          |

### Dopo l'inizio della stagione
| Acquisti | Acquisti          | Acquisti       | Acquisti         | Acquisti      |
| R.       | Nome              | da             | Data             | Modalità      |
| -------- | ----------------- | -------------- | ---------------- | ------------- |
| G        | Donnie McGrath    | Pall. Cantù    | 15 novembre 2007 | definitivo    |
| P        | Travis Best       | Sopot          | 19 dicembre 2007 | definitivo    |
| AG       | Federico Lestini  | Pall. Cantù    | 1 febbraio 2008  | prestito      |
| C        | Riccardo Malagoli | Basket Livorno | febbraio 2008    | fine prestito |
| P        | Massimo Bulleri   | Olimpia Milano | 22 febbraio 2008 | prestito      |
| G        | Dimitri Lauwers   | Scafati Basket | 29 febbraio 2008 | definitivo    |

| Cessioni | Cessioni          | Cessioni         | Cessioni         | Cessioni      |
| R.       | Nome              | a                | Data             | Modalità      |
| -------- | ----------------- | ---------------- | ---------------- | ------------- |
| P        | Will Conroy       | Olimpia Milano   | 30 novembre 2007 | rescissione   |
| AP       | Delonte Holland   | Pall. Varese     | gennaio 2008     | prestito      |
| C        | Riccardo Malagoli | Castelfiorentino | febbraio 2008    | prestito      |
| C        | Andrea Crosariol  | Pall. Treviso    | 15 febbraio 2008 | fine prestito |
| P        | Fabio Di Bella    | Olimpia Milano   | 28 febbraio 2008 | rescissione   |
| G        | Dewarick Spencer  | Efes Pilsen      | 21 marzo 2008    | rescissione   |

## Risultati
- Serie A:
  - stagione regolare: 15ª classificata su 18 squadre (13-21);
  - playoff: non ammessa
- Coppa Italia: finalista (2-1)
- Eurolega: eliminata nel girone (2-12)